# Scaptomyza protensa
Scaptomyza protensa är en tvåvingeart som beskrevs av Hardy 1965. Scaptomyza protensa ingår i släktet Scaptomyza och familjen daggflugor. Inga underarter finns listade i Catalogue of Life.